# دهستان گاوخونی شمالی
دهستان گاوخونی شمالی، یکی از دهستان‌های بخش مرکزی شهرستان ورزنه در استان اصفهان ایران است.

## جمعیت
براساس سرشماری عمومی نفوس و مسکن در سال ۱۳۹۵، جمعیت دهستان گاوخونی شمالی برابر با ۱،۳۷۷ نفر بوده‌است.